# Ilembo
Ilembo ist ein Verwaltungsbezirk (Ward) des Distrikts Mbeya in der gleichnamigen tansanischen Region Mbeya.

## Geografie
Ilembo liegt im Südwesten von Tansania zwischen dem Rukwasee und dem Malawisee, etwa 30 Kilometer von der Grenze zu Malawi entfernt. In Ielmbo entspringt der Fluss Runga, der in den Kiwira mündet. Dieser entwässert in den Malawisee. Der Bezirk hat eine Fläche von 106,6 Quadratkilometern und bei der Volkszählung 2022 lebten hier 15.699 Menschen in 4195 Haushalten.

## Gliederung
Der Bezirk besteht aus zehn Gemeinden (Mtaa) mit 48 Orten (Kitongoji):
| Ilembo - Ilembo madukani - Itala - Manzigula - Masangati - Mafune - Ijembe - Igwila | Dimbwe - Ihombe - Nsalala - Isumbi - Sheyo | Mwala - Mwala Shuleni - Iyuli - Pikwi - Halonje - Iringa - Ndanga - Isyasya | Mbawi - Isela - Mbawi - Igamba | Mbagala - Kesalia - Iwonde - Ujunjulu - Itewe | Iyunga - Mbozi - Iyunga A - Iyunga B - Msena | Italazya - Mbana - Ibula - Lyoto - Kanona - Ilaga | Shigamba II - Shigamba - Itale - Msimishe - Mpaza | Mwakasita - Ng'ambi - Mwakasita - Mantenga - Shilungwe | Shilanga - Luswaya - Igambo shuleni - Mwanda - Majengo - Shilanga ofisini - Itigi |

## Wirtschaft und Infrastruktur
- Bildung: Die Ilembo Secondary School ist eine staatliche Tagesschule, die 1998 eröffnet wurde und Jugendliche bis zur 4 Stufe ausbildet.[6]
- Gesundheit: In Ilembo befindet sich ein Gesundheitszentrum, das Patienten ambulant und stationär behandelt.[7]